# Deltamys
Deltamys (Thomas, 1917) è un genere di roditori della famiglia dei Cricetidi.

## Etimologia
L'epiteto deriva dalla combinazione della parola greca αἰγιαλός-, riva del mare, in riferimento alla diffusione principalmente costiera del genere e dal suffisso -mys riferito alle forme simili ai topi.

## Descrizione

### Dimensioni
Al genere Deltamys appartengono roditori di piccole dimensioni, con lunghezza della testa e del corpo tra 105 e 152 mm, la lunghezza della coda tra 120 e 173 mm e un peso fino a 108 g.

### Caratteristiche craniche e dentarie
Il cranio è delicato, relativamente lungo e stretto, le ossa nasali e pre-mascellari si estendono leggermente in avanti, la zona inter-orbitale è larga. I fori palatali sono stretti. La bolla timpanica è piatta e ridotta. Gli incisivi superiori sono lisci ed ortodonti, mentre i molari sono piccoli.
Sono caratterizzati dalla seguente formula dentaria:

### Aspetto
Il corpo è tozzo, la testa è grande e gli arti sono corti. La pelliccia è soffice, densa e vellutata. Le parti dorsali sono bruno-nerastre, i fianchi sono più chiari, mentre le parti ventrali sono grigio-brunastre. Gli occhi sono piccoli. Le orecchie sono relativamente corte, arrotondate ricoperte di piccoli peli nerastri e parzialmente nascoste nella pelliccia. Le zampe sono grigio scure. gli artigli delle dita dei piedi sono relativamente robusti. La coda è leggermente più corta della testa e del corpo, leggermente più chiara sotto e finemente rivestita di piccoli peli.

## Distribuzione
Il genere è diffuso nel Brasile meridionale, in Uruguay nell'Argentina nord-orientale.

## Tassonomia
Il genere comprende 2 specie:
- Deltamys araucaria
- Deltamys kempi